# Euippodes perundulata
Euippodes perundulata là một loài bướm đêm trong họ Noctuidae.